# Saint-Martin (Burkina Faso)
Pour les articles homonymes, voir Saint-Martin.
Saint-Martin est une commune située dans le département de Doumbala de la province de Kossi au Burkina Faso.